# Eissportverein Berlin ’08
Der EVB ’08 (offizieller Name Eissportverein Berlin ’08) ist ein Eissportverein aus Berlin. Der 2008 gegründete Verein ist vor allem durch die Mitgliedschaft von Jenny Wolf, welche 2010 vom SC Berlin hierher wechselte, bekannt.
Der Verein wurde am 10. Dezember 2008 gegründet. Die Sportler des EVB trainieren im Sportforum Hohenschönhausen.

## Bekannte Sportler
- Isabell Ost – Weltcupsiegerin und WM-Bronze-Medaillen-Gewinnerin in der Teamverfolgung
- Jenny Wolf – mehrfache deutsche Meisterin, mehrfache Weltcupsiege über 500 m und mehrfache Weltmeisterin über 2*500 m
- Monique Angermüller – mehrfache deutsche Meisterin und Weltcupdritte über 1000 m
- Katrin Mattscherodt – Olympiasiegerin 2010 in der Teamverfolgung